# Collegio uninominale Lazio 1 - 05 (2020)
Il collegio elettorale uninominale Lazio 1 - 05 è un collegio elettorale uninominale della Repubblica Italiana per l'elezione della Camera dei deputati.

## Territorio
Come previsto dalla legge n. 51 del 27 maggio 2019, il collegio è stato definito tramite decreto legislativo all'interno della circoscrizione Lazio 1.
È formato dal comune di Pomezia e da una parte del territorio del comune di Roma: il Municipio Roma IX (EUR) e il Municipio Roma X (Ostia).
Il collegio è parte del collegio plurinominale Lazio 1 - 03.

## Eletti
| Elezione | Elezione | Deputato                | Partito      |
| -------- | -------- | ----------------------- | ------------ |
|          | 2022     | Alessandro Battilocchio | Forza Italia |

## Dati elettorali

### XIX legislatura
Come previsto dalla legge elettorale, 147 deputati sono eletti con sistema a maggioranza relativa in altrettanti collegi uninominali a turno unico.
| Candidati                                 | Candidati                         | Voti    | %     | Liste                                 | Voti    | %     |
| ----------------------------------------- | --------------------------------- | ------- | ----- | ------------------------------------- | ------- | ----- |
|                                           | Alessandro Battilocchio ✔️ Eletto | 88 845  | 39,87 | Fratelli d'Italia                     | 65 862  | 29,55 |
| Lega per Salvini Premier                  | Alessandro Battilocchio ✔️ Eletto | 88 845  | 39,87 | 10 982                                | 4,93    |       |
| Forza Italia                              | Alessandro Battilocchio ✔️ Eletto | 88 845  | 39,87 | 10 509                                | 4,72    |       |
| Noi moderati/Lupi - Toti - Brugnaro - UDC | Alessandro Battilocchio ✔️ Eletto | 88 845  | 39,87 | 1 492                                 | 0,67    |       |
|                                           | Patrizia Prestipino               | 62 891  | 28,22 | Partito Democratico-IDP               | 45 379  | 20,36 |
| Alleanza Verdi e Sinistra                 | Patrizia Prestipino               | 62 891  | 28,22 | 8 960                                 | 4,02    |       |
| +Europa                                   | Patrizia Prestipino               | 62 891  | 28,22 | 7 247                                 | 3,25    |       |
| Impegno Civico - Centro Democratico       | Patrizia Prestipino               | 62 891  | 28,22 | 1 305                                 | 0,59    |       |
|                                           | Marco Bella                       | 37 543  | 16,85 | Movimento 5 Stelle                    | 37 543  | 16,85 |
|                                           | Pietro Madonia                    | 20 969  | 9,41  | Azione - Italia Viva - Calenda        | 20 969  | 9,41  |
|                                           | Anita Ciervo                      | 3 866   | 1,73  | Italexit                              | 3 866   | 1,73  |
|                                           | Bruno Leonarduzzi Duranti         | 3 621   | 1,62  | Unione Popolare                       | 3 621   | 1,62  |
|                                           | Laura Montecchi                   | 3 172   | 1,42  | Italia Sovrana e Popolare             | 3 172   | 1,42  |
|                                           | Mirella Altieri                   | 1 459   | 0,65  | Vita                                  | 1 459   | 0,65  |
|                                           | Massimiliano Pugliese             | 497     | 0,22  | Alternativa per l'Italia (PdF - Exit) | 497     | 0,22  |
| Totale                                    | Totale                            | 222 863 | 100   |                                       | 222 863 | 100   |
|                                           |                                   |         |       |                                       |         |       |
| Schede bianche                            | Schede bianche                    | 1 511   | 0,66  |                                       |         |       |
| Schede nulle                              | Schede nulle                      | 4 277   | 1,87  |                                       |         |       |
| Votanti                                   | Votanti                           | 228 651 | 64,24 |                                       |         |       |
| Elettori                                  | Elettori                          | 355 955 |       |                                       |         |       |